# Michał Kubiak (rzeźbiarz)
Michał Kubiak (ur. 9 stycznia 1946 w Bydgoszczy) – polski rzeźbiarz.

## Życiorys
Michał Kubiak urodził się w Bydgoszczy (osiedle Szwederowo), z którą jest związany do dziś. Ukończył II Liceum Ogólnokształcące w Bydgoszczy. Studiował w latach 1967–1972 na PWSSP w Poznaniu. Studia ma Wydziale Malarstwa, Rzeźby i Grafiki ukończył z wyróżnieniem, z dyplomem w pracowni rzeźby doc. Olgierda Truszyńskiego. W 1975 r. założył wraz z Ignacym Bullą i Januszem Bałdygą Grupę Bydgoską – Galeria 1+X. Jest laureatem wielu nagród głównych w renomowanych konkursach rzeźbiarskich. Prezentował swoje prace na wielu wystawach indywidualnych i zbiorowych w kraju i za granicą, m.in. we Francji (1973), Stanach Zjednoczonych (1974), Niemczech (1987, 1990), Norwegii (1991).
Część z prac Michała Kubiaka znalazło swoje stałe miejsce w Bydgoszczy, w zbiorach Muzeum Okręgowego im. L. Wyczółkowskiego, Filharmonii Pomorskiej im. Ignacego Jana Paderewskiego w Bydgoszczy, a także w kolekcjach prywatnych, czy też w miejscach publicznych miasta. Biografie ważnych dla historii Bydgoszczy postaci (m.in. Władysława Bełzy, Adama Grzymały-Siedleckiego, Wiktora Degi) przypominają tablice portretowe zrealizowane przez artystę-rzeźbiarza w latach 1998–2003 i usadowione w przestrzeni miasta w miejscach poświęconych pamięci tych bydgoszczan.
W 2016 roku rodzinne miasto uhonorowało artystę umieszczając jego odwzorowany w granicie podpis w Bydgoskiej Alei Autografów na ulicy Długiej.
W 2019 roku przy współpracy Biblioteki Głównej UKW i Muzeum Okręgowego w Bydgoszczy zorganizowano wystawę prac medalierskich Michała Kubiaka.
Z okazji jubileuszu 50-lecia pracy twórczej rzeźbiarza w 2022 roku Miasto Bydgoszcz oraz Fundacja Fotografistka wydała „Spacerownik śladami rzeźb Michała Kubiaka” oraz zorganizowała wystawę fotografii rzeźb artysty w obiektywie Patryka Chenc.

## Bydgoskie realizacje
- portrety rzeźbiarskie, m.in. Artura Rubinsteina, Czesława Miłosza, Adama Grzymały-Siedleckiego, Jerzego Waldorffa, Stefana Kisielewskiego m.in. w foyer Filharmonii Pomorskiej oraz w Hotelu Pod Orłem,
- 1990, Droga Krzyżowa[7], całościowy wystrój kościoła św. Maksymiliana Kolbe w Bydgoszczy, Osowa Góra, Bydgoszcz,
- 1997, Drzwi Błogosławieństw, Bazylika św. Wincentego à Paulo w Bydgoszczy, Bydgoszcz,
- 2000, baptysterium w Kościele Świętych Polskich Braci Męczenników w Bydgoszczy,
- 2000, Drzwi Jubileuszowe, Katedra św. Marcina i Mikołaja w Bydgoszczy,
- 2005, popiersie Felicji Krysiewiczowej w foyer Opery Nova w Bydgoszczy,
- 2005, Ławeczka Mariana Rejewskiego w Bydgoszczy, ul. Gdańska, Bydgoszcz,
- 2005, rzeźba Wędrowiec, ul. Gdańska – styk z ul. Dworcową, Bydgoszcz,
- 2007, posąg Andrzeja Szwalbego, Plac[8] Krzysztofa Pendereckiego, u wylotu ulicy Andrzeja Szwalbego, przed budynkiem Filharmonii Pomorskiej, Bydgoszcz,
- 2008, cykl rzeźb, Biegacze – multiplikacja, z okazji IAAF Mistrzostw Świata Juniorów w Lekkoatletyce Bydgoszcz 2008, rzeźby w wielu lokalizacjach w przestrzeni miasta[9] zwrócone w kierunku bydgoskiego stadionu „Zawiszy” przy ul. Gdańskiej, Bydgoszcz,
- 2017, rzeźba Flisak (Flisak - hrabiego Czakiego)[10], Wybrzeże Brdy im. Prezydenta Gabriela Narutowicza przy Moście Staromiejskim im. Jerzego Sulimy-Kamińskiego, Bydgoszcz

## Realizacje poza Bydgoszczą
- 2003, rzeźba Karolina Młoszowa, w zbiorach Czesława Miłosza[2], Kraków
- 2004, Krucyfiks[11], wystrój ołtarza w kościele pw. św. Jadwigi Królowej w Inowrocławiu,
- 2006, rzeźba Wędrowiec II[12], własność prywatna, Warszawa